# Balatonhenye
Balatonhenye je obec v Maďarsku v župě Veszprém.
Rozkládá se na ploše 11,73 km² a v roce 2024 zde žilo 125 obyvatel.